# Gildone
Gildone község (comune) Olaszország Molise régiójában, Campobasso megyében.

## Fekvése
A megye déli részén fekszik. Határai: Campodipietra, Cercemaggiore, Ferrazzano, Jelsi és Mirabello Sannitico.

## Története
A település első írásos említése Celidonia néven a 12. századból származik. A 19. században nyerte el önállóságát, amikor a Nápolyi Királyságban felszámolták a feudalizmust. Előbb Capitanatához csatolták, majd az 1860-as években Moliséhez került.

## Népessége
A népesség számának alakulása:

## Főbb látnivalói
- Sant’Antonio Abate-templom